# Dasyhelea striipennis
Dasyhelea striipennis är en tvåvingeart som beskrevs av Tokunaga 1959. Dasyhelea striipennis ingår i släktet Dasyhelea och familjen svidknott. Inga underarter finns listade i Catalogue of Life.